# Cloud Nine
Cloud Nine (volně přeložitelné jako „sedmé nebe“) je jedenácté studiové album anglického hudebníka George Harrisona. Vydáno bylo v listopadu roku 1987 společností Dark Horse Records a spolu s Harrisonem jej produkoval Jeff Lynne (frontman kapely ELO). Ten na albu rovněž hrál a byl spoluautorem tří skladeb. Mezi další slavné muzikanty, kteří se na nahrávce podíleli, patří Ringo Starr, Elton John nebo Eric Clapton. Deska se umístila na osmé příčce americké hitparády Billboard 200, zatímco v britské UK Albums Chart se dostala na desátou. V USA se stala platinovou. Přestože se jednalo o nejúspěšnější a nejlépe hodnocené Harrisonovo album za dlouhou dobu, další řadové album už za svého života nevydal (poslední Brainwashed vyšlo až o 15 let později, rok po jeho smrti).

## Seznam skladeb
1. „Cloud 9“ (George Harrison) – 3:15
2. „That's What It Takes“ (Harrison, Jeff Lynne, Gary Wright) – 3:59
3. „Fish on the Sand“ (Harrison) – 3:22
4. „Just for Today“ (Harrison) – 4:06
5. „This Is Love“ (Harrison, Lynne) – 3:48
6. „When We Was Fab“ (Harrison, Lynne) – 3:57
7. „Devil's Radio“ (Harrison) – 3:52
8. „Someplace Else“ (Harrison) – 3:51
9. „Wreck of the Hesperus“ (Harrison) – 3:31
10. „Breath Away from Heaven“ (Harrison) – 3:36
11. „Got My Mind Set on You“ (Rudy Clark) – 3:52

## Obsazení
- George Harrison – zpěv, kytara, klávesy, sitár, doprovodné vokály
- Jeff Lynne – baskytara, klávesy, doprovodné vokály
- Eric Clapton – kytara
- Elton John – klavír
- Gary Wright – klavír
- Jim Horn – saxofon
- Ringo Starr – bicí
- Jim Keltner – bicí
- Ray Cooper – bicí, perkuse
- Bobby Kok – violoncello
- Vicki Brown – zpěv